# Heinrich Reichert

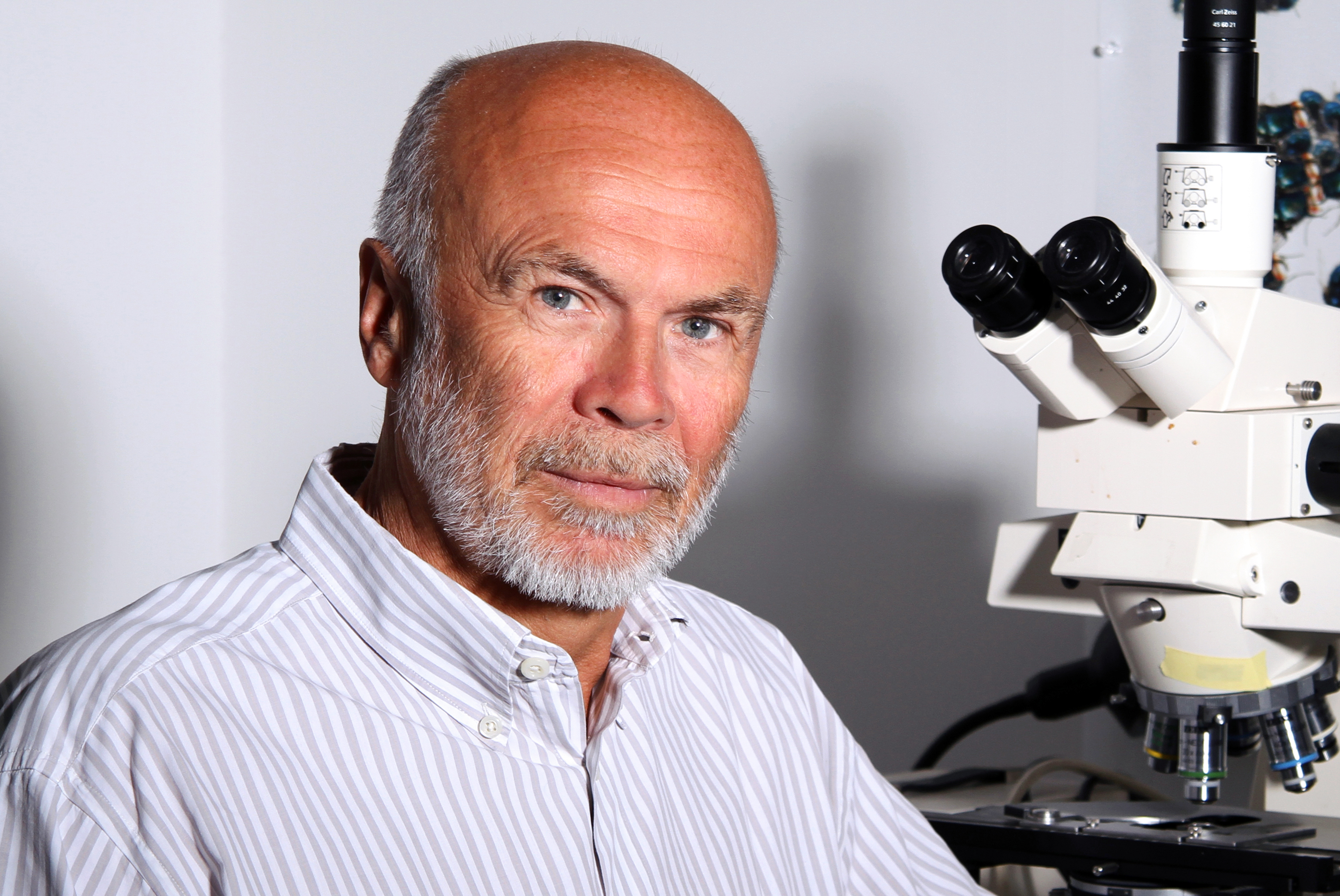
Heinrich Reichert (2011)

Heinrich Reichert (* 25. September 1949 in Braunau am Inn; † 13. Juni 2019) war ein Schweizer Entwicklungs- und Neurobiologe am Biozentrum der Universität Basel.

## Leben
Heinrich Reichert studierte Physik, Chemie und Biologie an der Universität Karlsruhe. Nach der Promotion 1979 an der Universität Freiburg i. Breisgau im Fachbereich Genetik forschte er drei Jahre an  der Stanford University, Kalifornien und wechselte 1982 ans Zoologische Institut der Universität Basel. Von 1986 bis 1991 folgte eine Lehr- und Forschungszeit an der Universität Genf, bevor Reichert wieder an die Universität Basel zurückkehrte. Hier war er bis 2006 als außerord. Professor am Zoologischen Institut tätig, von 2006 bis 2015 als ord. Prof. am Biozentrum der Universität Basel, wo er seitdem forschte und lehrte.

## Wirken
Heinrich Reichert untersuchte am Beispiel der Fruchtfliege Drosophila die Bedeutung von neuronalen Stammzellen bei der Entwicklung des Gehirns. Er entdeckte ein molekulares Produktionsprogramm, nach dem die Entwicklung dieser Stammzellen im Gehirn verläuft.  Ein ähnliches, evolutionär konserviertes Entwicklungsprogramm ist auch an der Entstehung der Gehirne bei Wirbeltieren beteiligt.
Wird der Programmverlauf durch gezielte Genmutation gestört, produzieren die Stammzellen fehlprogrammierte Zellen, die sich unkontrolliert teilen. Die Folge ist die Bildung tödlicher Gehirntumore. Reichert erforschte, wie solche genetischen Fehler in der Entwicklung neuronaler Stammzellen zustande kommen und suchte nach neuen Strategien, um die Bildung solcher Gehirntumore zu vermeiden.

## Auszeichnungen
- 2000 Neurex-Gründungsmitglied und Vizepräsident
- 2005 Wissenschaftliches Mitglied der European Doctoral School, Strasbourg

## Publikationsliste
- zusammen mit Hanns-Christof Spatz, Anton Emanns: Associative learning of Drosophila melanogaster. In: Nature, Bd. 248 (1974), S. 359–361, ISSN 0028-0836
- zusammen mit Jeffrey J. Wine: Neural mechanisms for serial order in a stereotyped behaviour sequence. In: Nature, Bd. 196 (1982), S. 86–87, ISSN 0028-0836
- zusammen mit R. M. Robertson, K. G. Pearson: Flight interneurons in the locust and the origin of insect wings. In: Science, Bd. 217 (1982), S. 177–179, ISSN 0036-8075
- zusammen mit CHF Rowell, C. Griss: Course correction circuitry translates feature detection into behavioural action in locusts. In: Nature, Bd. 315 (1985), S. 142–144, ISSN 0028-0836
- zusammen mit F. Hirth, S. Therianos, T. Loop, Walter Gehring, Katsuo Furukubo-Tokunaga: Developmental defects in brain segmentation caused by mutations of the homeobox genes orthodenticle and empty spiracles in Drosophila. In: Neuron, Bd. 15 (1995), S. 769–778, ISSN 0896-6273
- zusammen mit Sandra Leuzinger, F. Hirth, D. Gehrlich, Dario Acampora, Antonio Simeone, Walter Gehring, Robert Finkelstein, Katsuo Furukubo-Tokunaga: Equivalence of the fly orthodenticle gene and the human OTX genes in embryonic brain development of Drosophila. In: Development, Bd. 125 (1998), S. 1703–1710.
- zusammen mit F. Hirth, Lars Kammermeier, Erich Frei, Uwe Walldorf, Markus Noll: An urbilaterian origin of the tripartite brain. Developmental genetic insights from Drosophila. In: Development, Bd. 130 (2003), S. 2365–2373.
- zusammen mit Bruno Bello, Natalya Izergina, Emmanuel Caussinus: Amplification of neural stem cell proliferation by intermediate progenitor cells in Drosophila brain development. In: Neural Development, Bd. 3 (2008), S. 5f, ISSN 1749-8104
- zusammen mit George S. Boyan: Mechanisms for complexity in the brain. Generating the insect central complex. In: Trends in Neuroscience, Bd. 34 (2011), S. 247–257, ISSN 2211-9493
- zusammen mit Christian Berger, Heike Harzer, Thomas Burkhard, Jonas Steinmann, Suzanne van der Horst, Anne-Sophie Laurenson, Maria Novatchkova, Jürgen Knoblich: Transcriptome analysis of Drosophila neural stem cells reveals a transcriptional network for self-renewal. In: Cell Reports, Bd. 2 (2012), S. 1–12, ISSN 2211-1247